# Дим, Карл
Карл Дим (нем. Carl Diem, 24 июня 1882, Вюрцбург — 17 декабря 1962, Кёльн) — немецкий политик, публицист, учёный, теоретик и историк спортивного движения, впервые реализовавший идею эстафеты с факелом из Олимпии до места проведения Олимпийских игр. После международного успеха Олимпийских игр 1936 в Берлине был образован Олимпийский учебный институт во главе с Карлом Димом, создавшим трёхтомный труд «Олимпийский огонь» (нем. Olympische Flamme). Этот трёхтомник по его пропагандистскому значению приравнивался к фильму Лени Рифеншталь «Олимпия».

## Детство, юность, зрелость
Карл Дим родился 24 июня 1882 года в Вюрцбурге (Германская империя) в семье довольно состоятельных родителей — предпринимателя Фердинанда Дима (1859—1914) и его супруги Екатерины Линц (нем. Lintz ) (1859—1938). В 1887 году из-за неудач отца в бизнесе семья перебралась в Берлин, где Фердинанд собирался открыть новое дело. Но финансовых проблем решить не удалось, и Дим-старший без семьи эмигрировал в Америку, а Карлу из-за этого пришлось прервать обучение в гимназии.
С юных лет Карл увлекался велоспортом и набиравшей популярность в Германии лёгкой атлетикой. В 1899 году он основал в Берлине спортивный клуб «Marcomannia». Дим рано начал писать статьи для спортивных газет. В 20 лет он был нанят в «Немецкий легкоатлетический вестник» (нем. Deutsche Sportbehörde für Athletik) и годом позже вошёл в совет его директоров. В 1904—1905 годах прошёл годичную военную службу, оказавшую большое влияние на его дальнейшую жизнь.
В 1930 году женился на Лизелот Байл (нем. Liselott Bail). У них родилось четверо детей (годы рождения — 1931, 1932, 1935, 1941).

## Карьера спортивного функционера

### В Германской империи

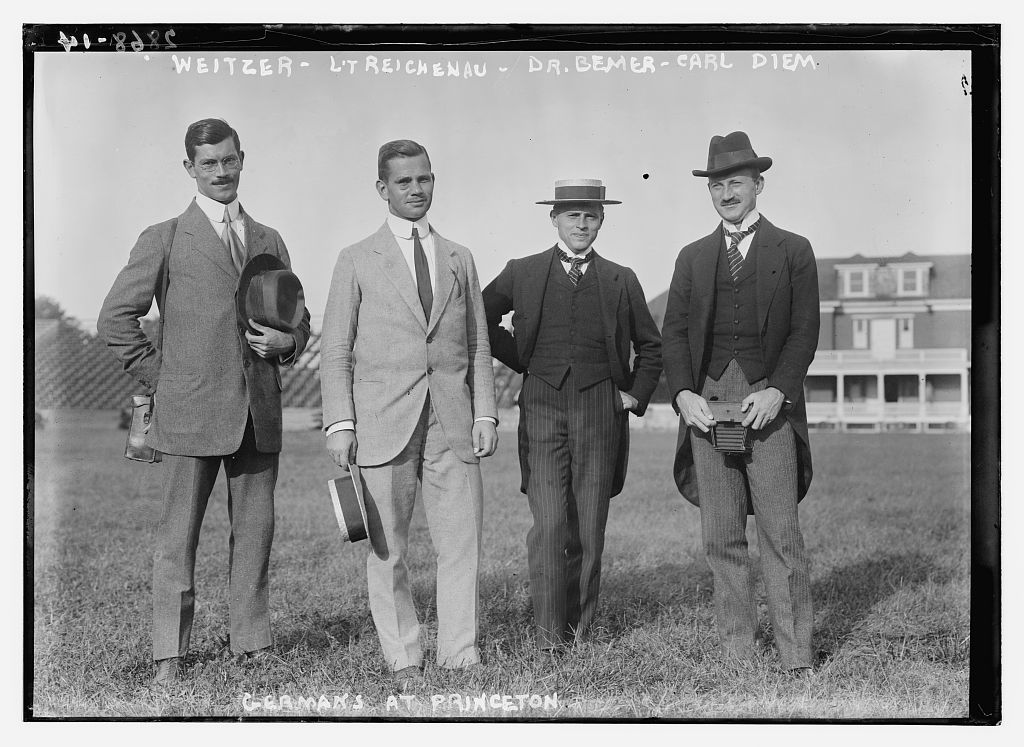
Карл Дим (справа), 1913 год, в Принстонском университете

В 1896 году Дим основал Берлинский спортклуб. На Олимпиаде 1906 в Афинах в качестве спортивного журналиста сопровождал команду Германии, финансируемую газетами, для которых Дим готовил репортажи.
В 1908—1913 годы был председателем Немецкой легкоатлетической ассоциации. С 1911 года входил в руководство молодёжного союза (нем. Jungdeutschland-Bund), объединявшего разные немецкие молодёжные организации.

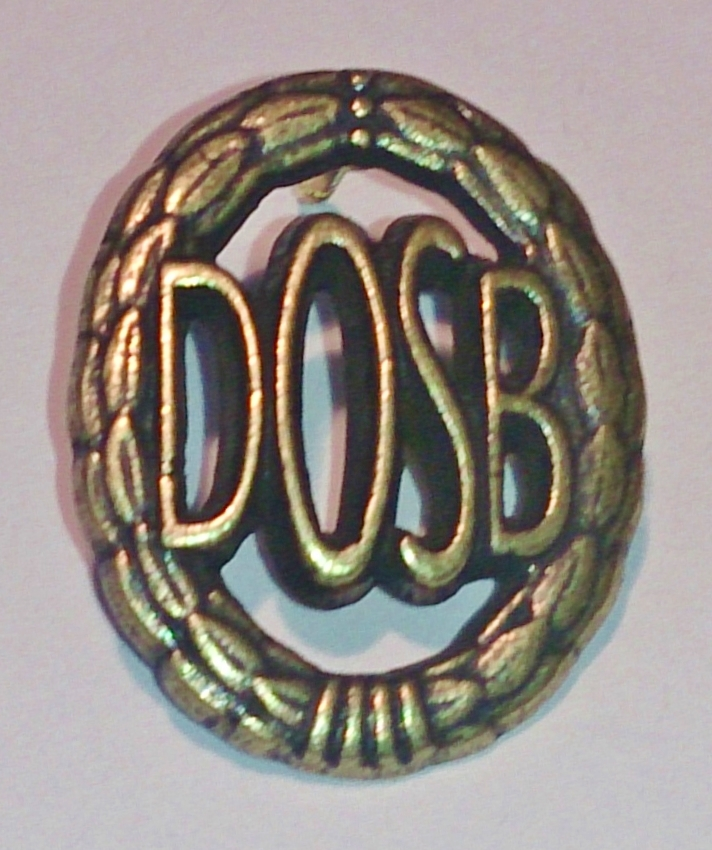
Германский спортивный знак в бронзе

Будучи капитаном сборной Германии, Карл Дим возглавлял торжественное шествие немецкой команды по стадиону на Олимпиаде 1912 в Стокгольме. 27 мая 1912 года МОК принял решение о проведении очередной Олимпиады 1916 в Берлине. По предложению Виктора Подбельского Карл Дим был избран Генеральным секретарём оргкомитета предстоящих Игр, которые не состоялись из-за начавшейся Первой мировой войны. В 1913 году Дим предложил ввести в качестве знака отличия Германский спортивный знак, для получения которого он сам одним из первых сдал нужные нормативы.

### В Веймарской республике

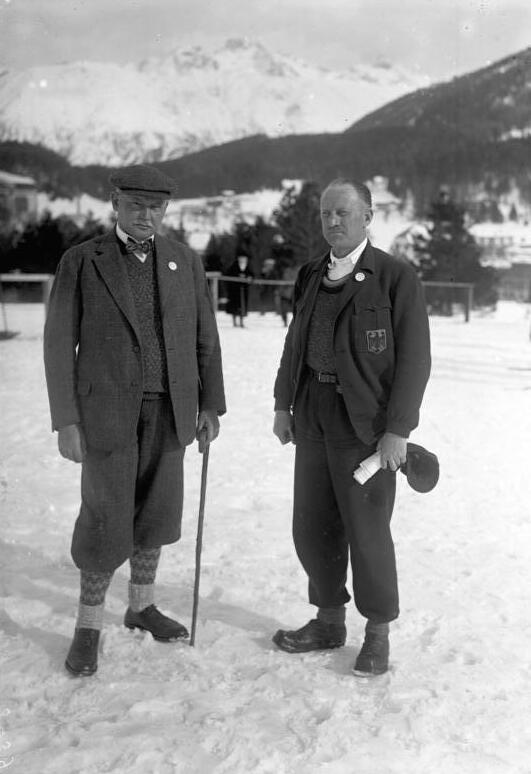
Карл Дим (справа) с Теодором Левальдом на Олимпиаде 1928

С 1917 по 1934 годы Карл Дим был генеральным секретарём головной спортивной организации — Общегерманского комитета по физическому воспитанию, а его прямым шефом с 1919 года был Теодор Левальд.
В 1920 году прошли инициированные Димом первые национальные молодёжные соревнования (нем. Reichsjugendwettkämpfe), предшествующие современным Федеральным юношеским играм. В это же время Дим сыграл ведущую роль в создании Высшей школы физической культуры в Берлине и стал проректором этого спортивного вуза. В 1930 году Дим помог Зеппу Хербергеру поступить в спортивный вуз в виде исключения без аттестата о среднем образовании. Самому Диму постоянную поддержку оказывал Теодор Левальд.
Как спортивный функционер и глава олимпийских команд Германии Карл Дим участвовал в Олимпиаде 1928 и Олимпиаде 1932.

### В период национал-социализма

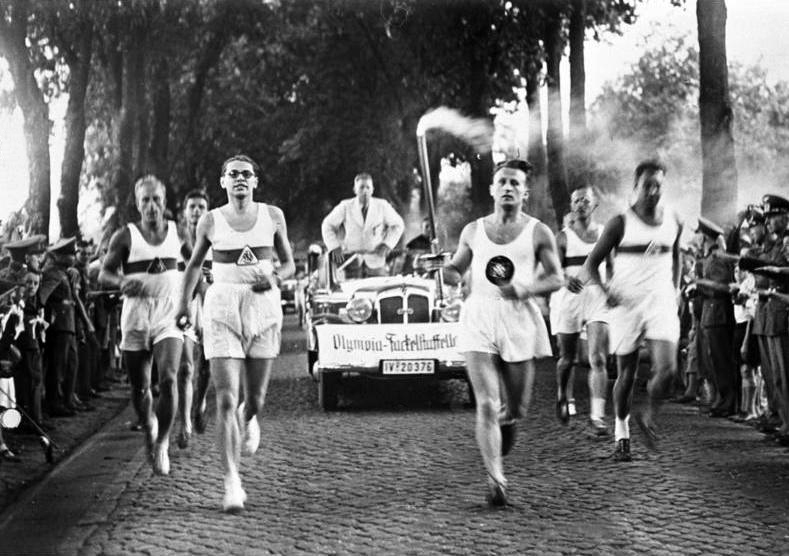
Первая эстафета с факелом из Греции для Олимпиады—1936

Роль Дима в период национал-социализма противоречива. С одной стороны, в 1934 году нацисты квалифицировали его как «политически неблагонадёжного» (вероятно, из-за еврейских родственников жены). В 1933 году он потерял пост вице-президента физкультурного вуза после отказа от вступления в Национал-социалистическую немецкую рабочую партию.
С другой стороны, Дим участвовал в пропагандистских кампаниях, занимая важный пост генерального секретаря оргкомитета Олимпиады 1936 в Берлине. На этом посту он стал инициатором использования для Игр мотивов древнегреческого ритуала. Идею факельной эстафеты выдвигал немецкий археолог еврейского вероисповедания Альфред Шиф, который был личным советником своего покровителя Карла Дима на протяжении многих лет.
Претворить эту идею в жизнь удалось именно Карлу Диму при поддержке Теодора Левальда и под эгидой руководства нацистской Германии. Впервые в истории современных Олимпийских игр факел, зажжённый в греческой Олимпии, атлеты доставили к месту проведения Игр в 1936 году. Так появилась новая традиция — эстафета олимпийского огня.
С 1936 до 1945 года Дим возглавлял Международный олимпийский институт (нем. Internationales Olympisches Institut) в Берлине. Его публикации (1938—1945) были примерно на треть националистическими. В контролируемом Геббельсом еженедельнике Das Reich (дословно — «Рейх») регулярно появлялись спортивные репортажи Дима.
Дим часто выступал с пламенными речами перед членами молодёжной организации Гитлерюгенд. Даже в последние месяцы войны он обращался к юным солдатам (почти детям), цитируя греческого поэта Тиртея:

Оригинальный текст (нем.)Schön ist der Tod, wenn der edle Krieger für das Vaterland ficht, für das Vaterland stirbt.
«Прекрасна смерть, когда благородный воин сражается за отечество, умирает за отечество».

Будучи на службе в нескольких нацистских учреждениях, Дим с 1943 года знал про Холокост. Но он крепко держался за свои служебные посты, которые были напрямую связаны с политикой в области спорта и с общей идеологией нацистского государства.

### В послевоенное время
В советской зоне оккупации немецкая администрация народного образования включила полное издание основной работы Дима «Олимпийское пламя» (Берлин, 1942) в список запрещённой литературы.
После 1945 года Карл Дим, чтобы загладить своё сотрудничество с нацистским режимом, активно участвовал в создании Международной олимпийской академии. В 1947 году стал ректором основанной им Высшей спортивной школы в Кёльне, которую он возглавлял до конца своей жизни. Кроме того, Дим был в 1949 году секретарём НОК ФРГ, а с 1950 до 1953 года — спортивным референтом в Федеральном министерстве внутренних дел Германии.
После себя Дим оставил примерно 60 000 писем и 12 000 страниц дневников, которые доступны в архиве Карла и Лизелот Дим (нем. Carl und Liselott Diem-Archiv) Высшей спортивной школы в Кёльне. Свои устные выступления перед членами Гитлерюгенда он никогда не публиковал при жизни.

## Награды
- 1936 год — Немецкий Олимпийский почётный знак
- 1953 год — Орден «За заслуги перед Федеративной Республикой Германия»[1]
- 1956 год — Олимпийский диплом, вручавшийся Международным олимпийским комитетом за особые заслуги[1][2]

## Память

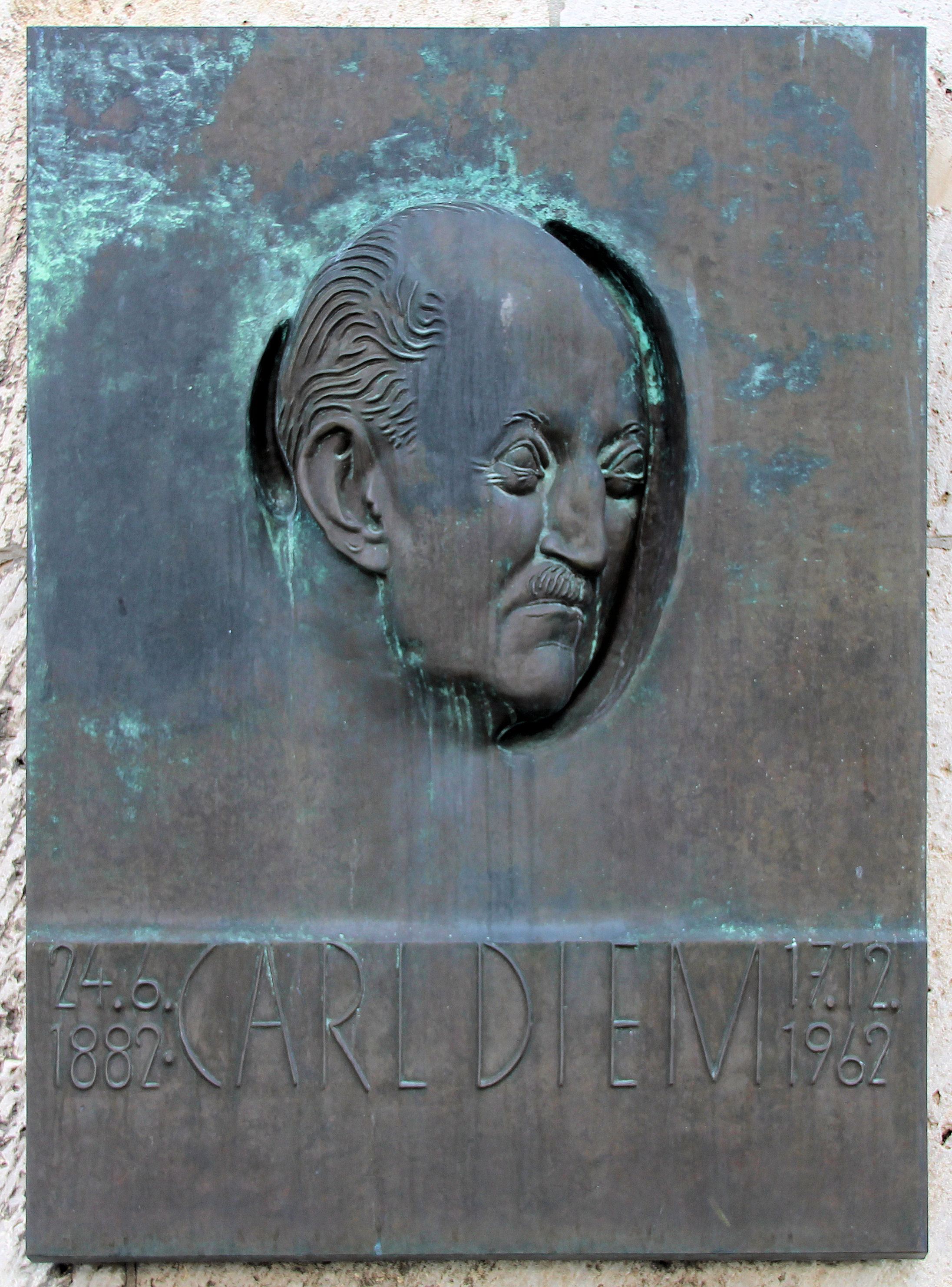
Барельеф Карла Дима возле Олимпийского стадиона в Берлине

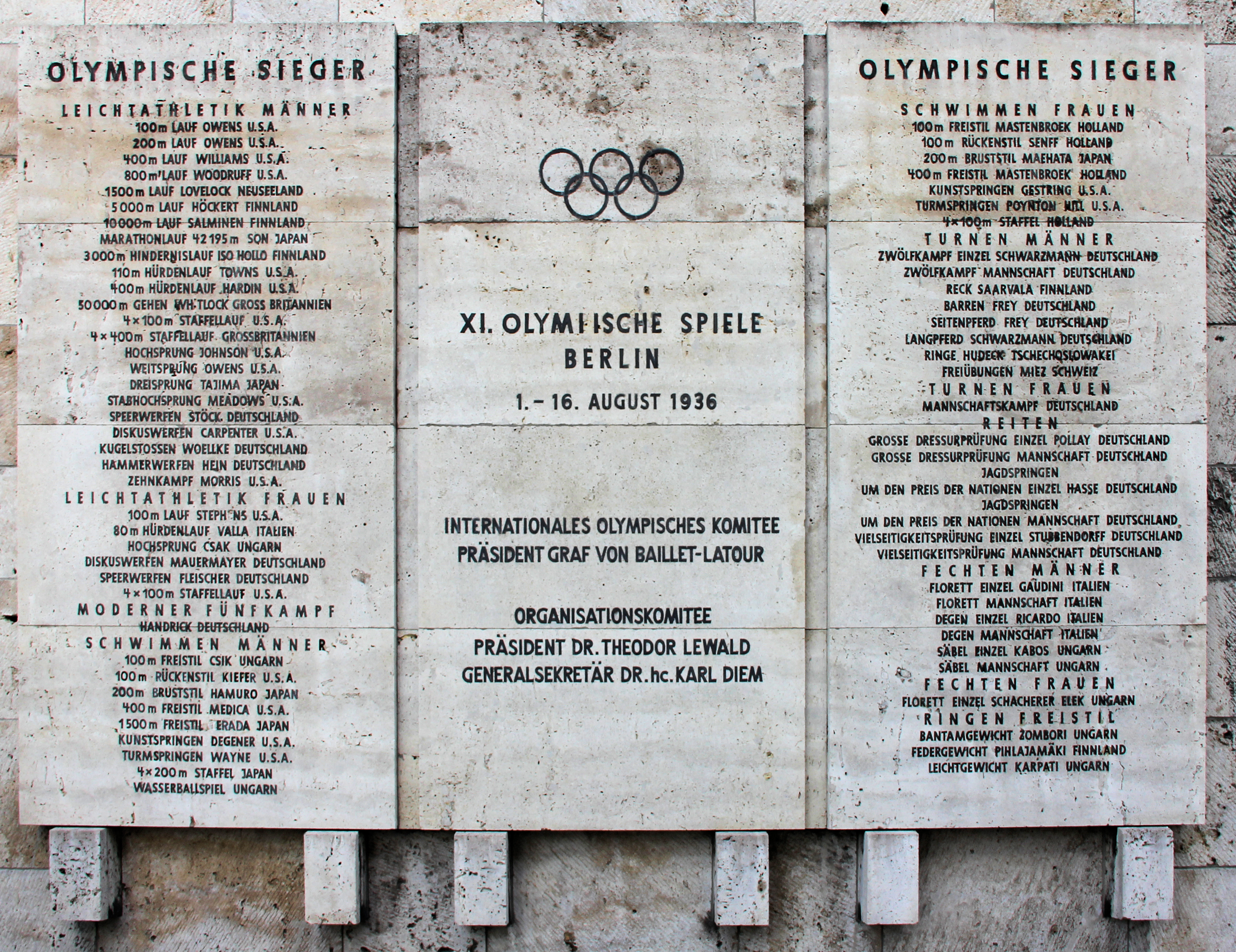
Карл Дим в списке на памятной доске возле берлинского стадиона

Отношение к увековечению памяти Карла Дима менялось со временем. В первые годы после смерти его деятельность высоко оценивалась современниками. До сих пор в его честь названы некоторые спортивные сооружения, например, в Бад-Бентхайме, Изерлоне и Вадерсло, а также улицы в Фуртвангене, Штадтлоне. Каждые два года (с 1953) продолжают вручать почётный значок Карла Дима (нем. Carl Diem-Plakette), учреждённый Немецким спортивным союзом за научные работы в области спорта. Однако в конце XX и начале XXI веков исследователи стали критически относиться к его деятельности в качестве спортивного пропагандиста в период национал-социализма.
В 2001 году имя Карла Дима удаляется из названия Немецкой легкоатлетической ассоциации, которую он возглавлял несколько лет (1908—1913).
После некоторых страстных и противоречивых дискуссий имя Карла Дима было убрано из названий улиц, к примеру, в Мюльхайм-ан-дер-Руре (1996), Ахене (2007), Пульхайме (2009), Мюнстере (2010). Переименованы начальная школа в Риттерхуде, берлинская средняя школа в Шпандау, спортзалы в Штеглице (2001) и в его родном городе Вюрцбурге (2004), где также перестали вручать городскую медаль имени Карла Дима.
В 2007 году по решению суда кёльнский проезд Карла Дима (нем. Carl-Diem-Weg) был переименован вопреки мнению ректората расположенной в нём Высшей спортивной школы.

## Книги Карла Дима (выборочно)
- Olympische Flamme. («Олимпийский огонь»). 3 тома, Берлин, 1936 (рассматривается как важный исторический документ нацистской пропаганды спорта.) (нем.)
- Asiatische Reiterspiele. Ein Beitrag zur Kulturgeschichte der Völker. («Азиатские конно-спортивные игры. Вклад в культурную историю народов».) Берлин, 1941 (нем.).
- Körpererziehung bei Goethe. («Воспитание тела по Гёте».) Франкфурт-на-Майне, 1948 (нем.).
- Lord Byron als Sportsmann. («Лорд Байрон как спортсмен».) Кёльн, 1950 (нем.).
- Ein Leben für den Sport. («Жизнь для спорта».) Ратинген, 1974 (нем.).